# Dělnický dům (Albrechtice)
Dělnický dům stojí v obci Albrechtice v okrese Karviná. Od roku 1997 je ve vlastnictví obce. Dělnický dům je kulturní památkou České republiky.

## Historie
Dělnický dům postavilo Potravinové sdružení pro dělníky a rolníky ve Stonavě (Stowarzyszenie Spoźywcze dla Robotników i Rolników w Stonawie) na žádost Unie horníků (Unia Górników) v Albrechticích. V roce 1906 byla zakoupena parcela pro výstavbu domu, v roce 1907 byly postaveny základy a 13. dubna 1908 byla zahájena vlastní stavba, která byla ukončena za pět měsíců. Dělnický dům byl otevřen 4. října 1908. Cihly na stavbu byly vypalovány na místě stavby. Stavbu projektoval a stavební dozor měl stavitel Kabátek z Orlové.
V jednopatrové budově byla restaurace, velký sál pro 600 osob, jeviště a další prostory. Osvětlení bylo plynové. Dělnický dům se stal místem pro politické i vzdělávací organizace.
V roce 1912 Dělnický dům odkoupila Siła – Stowarzyszenie robotnicze i oświatowo-gimnastyczne (Dělnický a osvětově-tělocvičný spolek). Za druhé světové války budovu převzali Němci a po válce byl Dělnický dům znárodněn. Do roku 1965 jej vlastnilo PZKO a od roku 1965 se stalo vlastníkem spotřební družstvo Jednota-Jednośċ v Českém Těšíně. Od roku 1997 náleží městu Albrechtice. V listopadu 2021 skončila rozsáhlá rekonstrukce domu podle projektu ing. arch. Igora Káni.
V roce 1971 byla na průčelí domu odhalena pamětní deska Karola Śliwky.

## Popis
Dělnický dům je zděná omítaná volně stojící přízemní stavba postavena na půdorysu L krytá sedlovou střechou. Pozdějšími přístavbami změnila půdorys na U. Průčelí otevřené do Hlavní ulice má jedenáct okenních os, průčelí otevřené do ulice Bělehradská má pět okenních os s okny do sálu, která mají půlkruhové záklenky, dveře jsou zazděné. Zahradní štítové průčelí má dvě okenní osy. Na fasádách členěných lizénami se střídají omítané plochy s režným zdivem (lizény). Okna jsou rámována šambránami s klenáky a průběžnou podokenní římsou. Na levé fasádě je datace : ANNO / 1908 a u vstupních dveří umístěna pamětní deska.